# Pedicularis pseudoheydei
Pedicularis pseudoheydei är en snyltrotsväxtart som beskrevs av Tsoong. Pedicularis pseudoheydei ingår i släktet spiror, och familjen snyltrotsväxter. Inga underarter finns listade i Catalogue of Life.